# Jerry Moran
Pour les articles homonymes, voir Moran.
Gerald Wesley Moran, dit Jerry Moran, né le 29 mai 1954 à Great Bend (Kansas), est un homme politique américain. Membre du Parti républicain, il est élu du Kansas au Congrès des États-Unis depuis 1997, d'abord à la Chambre des représentants, puis au Sénat à partir de 2011.

## Biographie

### Jeunesse et études
Jerry Moran grandit à Plainville. Diplômé d'un Juris Doctor de l'université du Kansas en 1981, il devient assistant du procureur du Kansas.

### Sénateur du Kansas
Il est élu au Sénat du Kansas en 1988, où il deviendra chef de la majorité républicaine. Durant son mandat, il vote en faveur d'une réduction des impôts et des dépenses et pour le renforcement des sanctions contre la délinquance juvénile. Il travaille parallèlement comme procureur adjoint du comté de Rooks (de 1987 à 1995) et participe à la direction de plusieurs institutions, dont la faculté de droit de l'université du Kansas ou la chambre de commerce et d'industrie de l'État.

### Représentant des États-Unis
En 1996, il est élu à la Chambre des représentants des États-Unis pour succéder à Pat Roberts, rassemblant 73,5 % des voix face au démocrate John Divine. Il représente le 1er district congressionnel du Kansas, qui regroupe les terres rurales du centre et l'ouest de l'État. Il est réélu tous les deux ans avec des scores compris entre 78 % et 92 % des suffrages.

### Sénateur des États-Unis
Lors des élections de 2010, Moran se présente au Sénat des États-Unis pour succéder à Sam Brownback, candidat au poste de gouverneur. Longtemps donné largement favori, il remporte une primaire plus serrée que prévu face à son collègue Todd Tiahrt, soutenu par Sarah Palin et des associations opposées à l'avortement, avec 49,7 % des voix contre 44,6 %. La campagne a été jugée particulièrement négative par la presse, chaque représentant souhaitant apparaître comme le plus conservateur des candidats. Dans un État qui n'a pas élu de sénateur démocrate depuis 1932, Moran est facilement élu sénateur avec 70,1 % des suffrages, devant la démocrate Lisa Johnston (26,4 %).
En 2012, Moran prend la tête du Comité sénatorial national républicain (National Republican Senatorial Committee), participant ainsi au recrutement et aux levées de fonds qui permettent la prise du Sénat par les républicains à la suite des élections de 2014. Il est facilement réélu pour un deuxième mandat à l'occasion des élections de 2016, par 62,2 % des suffrages contre 32,2 % au démocrate Patrick Wiesner et 5,6 % au libertarien Robert Garrard.

## Positions politiques
Jerry Moran est un républicain conservateur. En juillet 2017, il s'oppose à la réforme de la santé républicaine, estimant qu'elle ne va pas assez loin dans l'abrogation de l'Obamacare.